# José Luis Martínez Bazán
José Luis Martínez Bazán (Villa del Cerro; 11 de febrero de 1942-21 de julio de 2015) fue un árbitro de fútbol uruguayo. Es conocido por haber arbitrado un partido en la Copa Mundial de México 1986 y la Copa Intercontinental 1986.

## Trayectoria
En 1981 y 1983 arbitró en la Copa Mundial sub-20. También estuvo en la Copa América 1983.
Dirigió en la Copa Mundial de México 1986, precisamente el juego de Polonia 0 Marruecos 0. Más tarde, estuvo en el duelo de la Copa Intercontinental 1986 entre River Plate contra Steaua de Bucarest, que terminó con un saldo favorable del equipo argentino por 1-0.